# Keyla Sobral
Keyla Sobral (nome completo: Keyla Cristina Tikka Sobral), Belém,  é uma artista visual, editora e comunicóloga brasileira. Sua produção artística abrange aspectos poucos visíveis da cultura amazônica, e nos últimos anos tem se dividido também entre curadoria e pesquisa acadêmica.

## Biografia
Nascida em Belém do Pará, sua participação na vida cultural da cidade começou a partir dos anos 2000; desde então, tem apresentado seus trabalhos em mostras individuais e coletivas, no Brasil e no exterior. Mestre em Artes pela Universidade Federal do Pará, atua ainda como curadora-adjunta da Coleção Amazoniana de Arte da UFPA, idealizada pelo professor Orlando Maneschy.
Em 2008, fundou a revista eletrônica Não-Lugar, ao lado das artistas plásticas Danielle Fonseca e Roberta Carvalho. Embora a iniciativa tenha durado apenas três edições e sido encerrada em 2010, a página ainda registra colaborações de anos posteriores, registrando o ano de 2019 como última atualização.

## Principais exposições coletivas
- 22º Salão Arte Pará (2003)[4]
- XI Mostra de Arte Primeiros Passos do CCBEU (2003, PA) - Menção Honrosa[4]
- 24º Salão Arte Pará (2005) - 2º Grande Prêmio[4]
- XI Salão Unama de Pequenos Formatos (2005, Galeria Graça Landeira, PA) - Prêmio Aquisição[4]
- Fronteiras Entrecruzadas (2006, Casa das 11 Janelas, PA)[4]
- Sequestros, a Imagem na Arte Contemporânea Paraense (2007, 59ª SBPC, Casa das 11 Janelas)[4]
- Contigüidades: dos anos 1970 aos anos 2000 (2008, Museu Histórico do Estado do Pará)[4]
- 26º Salão Arte Pará (2007)[4]
- Cartografias Contemporâneas (2009, Sesc Santana, SP)
- 30º Salão Arte Pará (2011) - Prêmio Aquisição[4]

## Principais mostras individuais
- Mínimo. Múltiplo. Incomum. (2010, Museu da Universidade Federal do Pará)[4]
- Lá Fora É Bem Melhor Do Que Aqui Dentro (2011, Casa das 11 Janelas, PA)[4]
- Eu, mesmo sem farol, segui (2023, Espaço Cultural Silveira e Athias, PA)[2]